# Thampoa dansaiensis
Thampoa dansaiensis är en insektsart som beskrevs av Mahmood 1967. Thampoa dansaiensis ingår i släktet Thampoa och familjen dvärgstritar. Inga underarter finns listade i Catalogue of Life.